# 25298 Fionapaine
25298 Fionapaine (tên chỉ định: 1998 WB22) là một tiểu hành tinh vành đai chính. Nó được phát hiện bởi dự án Nghiên cứu tiểu hành tinh gần Trái Đất Lincoln ở Socorro, New Mexico, ngày 18 tháng 11 năm 1998. Nó được đặt theo tên Fiona Ann Paine, an American student và finalist in the 2008 Society for Science & the Public middle school science competition.